# Мариджан
Мариджа́н (англ. მარიჯანი, настоящее имя — Мария Марковна Алексидзе, 13 (25) июля 1890 года, Тбилиси — 9 мая 1978 года, там же) — грузинская советская писательница. Одна из основоположников грузинской детской литературы.

## Биография

Писатели — делегаты Первого съезда советских писателей. 1934 год, Москва. Мариджан — во втором ряду пятая слева.

Первое стихотворение опубликовала в газете «Сахалхо ганатлеба» («Народное образование») в 1916 году.
В 1921 году вышел сборник «Коралловые четки» («Марджанис криалосани»).
Участница Первого съезда советских писателей (1934).
В творчестве испытала влияние поэзии А. Ахматовой и М. Цветаевой. Много стихов написала для детей («Нелли в цирке», «Парашют», «Моя страна», «Зура в персиковом городе», «Счастливое поколение» и др.). Совместно с И. Гришашвили переводила на грузинский язык пьесы Б. Шоу, К. Гольдони, Бомарше, Н. Погодина, К. Симонова и А. Н. Толстого, которые ставились в тбилисских театрах.

## Награды
- Орден Трудового Красного Знамени (7 марта 1960 года) — в ознаменование 50-летия Международного женского дня и отмечая активное участие женщин Советского Союза в коммунистическом строительстве и их заслуги перед Советским государством по воспитанию молодого поколения, за достижение высоких показателей в труде и плодотворную общественную деятельность[4].